# Partyzantka Zaliwskiego

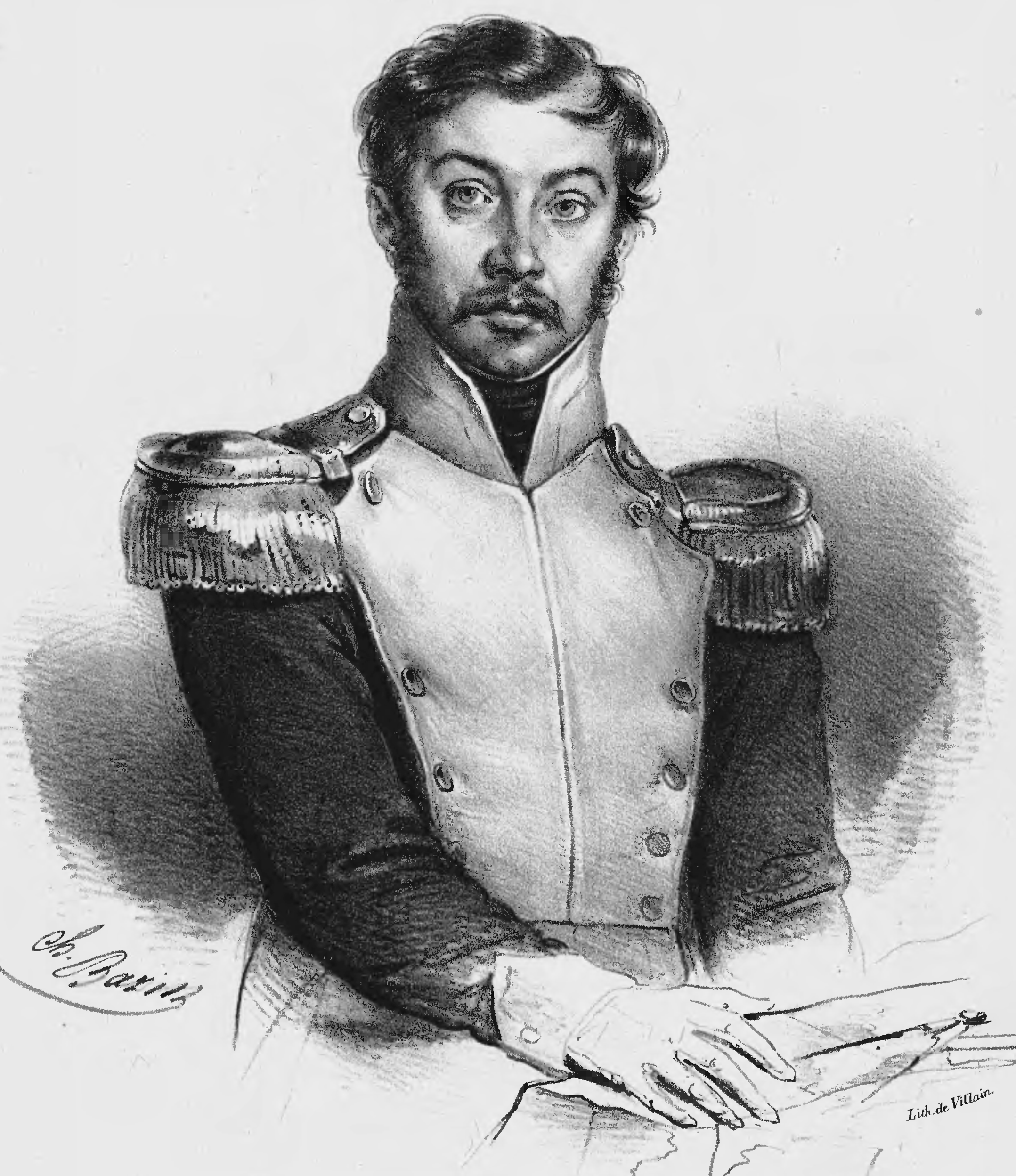
Józef Zaliwski

Partyzantka Zaliwskiego – nieudana próba wzniecenia powstania zbrojnego w zaborze rosyjskim w 1833, podjęta po upadku powstania listopadowego przez byłego powstańca pułkownika Józefa Zaliwskiego.

## Cele strategiczne
Zaliwski liczył, że przeniknięcie na ziemie zaboru rosyjskiego oddziałów powstańczych, każdy w sile 50 ludzi, przy jednoczesnym rzuceniu haseł dotyczących reform gospodarczych, sprowokuje wybuch powstania, wspartego przez lud. Chciał, aby jego oddziały przeniknęły na cały obszar zaboru aż po Dniepr. Ruch Zaliwskiego przygotowywany był w porozumieniu z karbonariuszami w Europie Zachodniej, którzy mieli wywołać rewolucję. Oczekiwano wybuchu wojny pomiędzy Imperium Rosyjskim a Wielką Brytanią, Francją i Turcją, co pozwoliłoby podnieść sprawę polską na arenie międzynarodowej.

## Przygotowania
Pierwsze próby tworzenia konspiracji podjął emisariusz emigracyjny Joachima Lelewela Walerian Pietkiewicz. Ośrodkiem przygotowań stała się Kolbuszowa (własność Tyszkiewiczów) w Galicji, gdzie po 1831 przebywało wielu powstańców listopadowych. Przygotowaniami kierował Związek Bezimienny. Na przełomie 1832 i 1833 z Francji przerzucono do Galicji kilkudziesięciu emisariuszy z Zaliwskim na czele. Na emigracji ruch ten zwalczany był przez obóz ks. Adama Jerzego Czartoryskiego i Komitet Dwernickiego. W końcu poparcia odmówił mu także ruch karbonarski.

## Wyprawa Zaliwskiego
Taktyka Zaliwskiego polegała na wprowadzeniu do Królestwa „pierwiastkowych oddziałów”, a potem zbrojne masy ludowe miały prowadzić wojnę totalną.
Królestwo podzielono na 18 okręgów i wyznaczono ich dowódców. Partyzanci otrzymali paszporty i po 150 franków na drogę. Do kraju wędrowali przez Szwajcarię, południowe Niemcy i Czechy.
Zaliwski z Henrykiem Dmochowskim wyruszyli z Paryża do Galicji 17 lutego 1833 roku. Do Polski dotarło około 70 emisariuszy, z tego prawie połowa udała się do Księstwa Poznańskiego, pozostali do Galicji. Tu stwierdzono, że przekazywane przez wysłanników Lelewela wiadomości o nastrojach powstańczych są znacznie przesadzone. Rozpoczęto organizować niewielkie oddziały i przygotowywać je do przekroczenia granic zaboru rosyjskiego. Termin wejścia do Królestwa ustalono na 19 marca. W tym dniu granicę przeszły jedynie dwa oddziały. Inne nie zdążyły sformować się i nadciągnęły z dużym opóźnieniem.
Część oddziałów przekroczyła granicę Królestwa od strony Galicji.

W nocy 19 marca 1833, Zaliwski wraz z 8 towarzyszami przekroczył granicę w pobliżu Ulanowa kierując się poprzez miasteczko Zaklików w kierunku Lublina. Zadaniem oddziału było m.in. prowadzenie agitacji. Rozgłaszano informacje, że oddział wciela nawet ochotników z wojska rosyjskiego.
Władze rosyjskie szybko dowiedziały się o przybyciu na Lubelszczyznę partii Zaliwskiego. Rozpoczęto pościg. Wobec braku realnych szans na wzbudzenie powstania, 19 kwietnia Zaliwski powrócił do Galicji.
W Sandomierskie wkroczył 24 osobowy oddział Kacpra Dziewickiego. Miał on zaatakować posterunek kozacki w Połańcu i zaopatrzyć się w broń i konie. Nie czekając na koncentrację, na rozkaz Dziewickiego, 5 osobowy pododdział uderzył na posterunek. Powstańcy, po zaciętej walce, zostali wzięci do niewoli. Dziewicki, konwojowany do Warszawy, popełnił samobójstwo
Czteroosobowa partia pod dowództwem Stefana Giecołda weszła do Królestwa 24 marca 1833 roku. Starała się przejść przez Lubelszczyznę i udać się na Podlasie. Koło Parczewa podzieliła się na dwie grupy. Jedna skierowała się w stronę Puszczy Kampinoskiej, druga zaś ruszyła ku Puszczy Białowieskiej. Rosjanie dość szybko dowiedzieli się ruchu partyzantów. 6 kwietnia aresztowano Giecołda, a 24 maja Szpeka.
21 marca do Kaliskiego wkroczył oddział złożony z 24 partyzantów. Bezpośrednio na granicy schwytanych zostało 5 osób. Losy pozostałych nie są dokładnie znane.
Dziesięcioosobowy oddział, dowodzony przez porucznika z okresu powstania listopadowego, Leopolda Białkowskiego, wkroczył do Królestwa 2 kwietnia. Z końcem miesiąca w lesie pod Józefowem połączył się z trzynastoosobową grupą dowodzoną przez Feliksa Łubieńskiego. 29 kwietnia dokonano napadu na posterunek kozaków w Józefowie. Wskutek zdrady partyzanci zostali pobici. Na czele ataku na posterunek szedł Stanisław Berini.

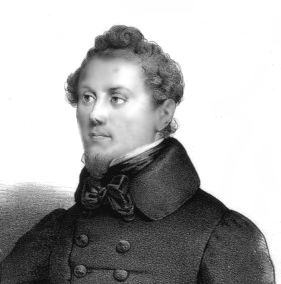
Artur Zawisza

Inne oddziały przekraczały granicę Królestwa od strony Wielkiego Księstwa Poznańskiego. 27 kwietnia przekroczyła granicę pięcioosobowa grupa byłych wojskowych i studentów warszawskich. Połączyła się ona z grupą dowodzoną przez Sulimirskiego. 13 maja w lesie pod Janowicami zaatakował ich oddział wojsk rosyjskich i rozproszył. Część powstańców dostała się do niewoli.
W kwietniu, na czele oddziału zwerbowanego w Wielkopolsce, wszedł do Królestwa Artur Zawisza „Czarny”. Jego oddział nie dotarł do miejsca przeznaczenia, a po potyczce w rejonie Włocławka został rozbity.
W regionie Grodna działała grupa Michała Wołłowicza. W jej skład wchodzili chłopi z jego majątku Porzecza. Nie mając poparcia wśród tamtejszego ziemiaństwa Wołłowicz ukrywał się w lasach. Oddział zadenuncjował krewny dowódcy – Jan Wołłowicz. Po obławie Michał został ujęty, a potem powieszony w Grodnie.
Ostatnim akordem działalności bojowej partyzantki Zaliwskiego była potyczka grupy 12 partyzantów, która 3 maja w Szadku raniła kilku żołnierzy rosyjskich. Jej dalsze losy nie są znane
Po powrocie z Kongresówki do Galicji Zaliwski odwołał działania i zarządził przygotowania do działań partyzanckich na wiosnę 1834 roku. W czerwcu 1833 roku przedstawił kolejny plan wyzwolenia kraju. Plan nie przewidywał działań w Galicji i Wielkopolsce. Nie uzyskał zrozumienia i nie został zaakceptowany przez ogół społeczeństwa.

## Represje
W odpowiedzi na odrodzenie ruchu niepodległościowego w Królestwie Polskim Rosjanie wprowadzili stan wojenny. Administracja cywilna podporządkowana została lokalnym naczelnikom wojennym.
Prusy aresztowały partyzanckich emisariuszy. Austria po zawarciu konwencji z Rosją w Münchengrätz rozpoczęła rozbijanie sieci konspiracyjnej w Galicji. Zaborcy zobowiązali się wzajemnie wydawać dezerterów i przestępców politycznych.
Stracono na szubienicy partyzantów: Wołłowicza w Grodnie, Adama Piszczatowskiego w Białymstoku i Artura Zawiszę w Warszawie. Wielu partyzantów skazano na katorgę.